# Кроуфорд, Расти
Расти Кроуфорд (англ. Rusty Crawford; 7 ноября 1885, Кардинал, Онтарио — 19 декабря 1971) — канадский профессиональный хоккеист, игравший за команды Квебек Булдогз Национальной хоккейной ассоциации, Оттава Сенаторс и Торонто Аренас (НХЛ), Сэскатон Крескентс, Калгари Тайгерс и Ванкувер Марунс Западно-канадской хоккейной лиги. Играл на позиции левого крайнего нападающего. Дважды становился обладателем Кубка Стэнли, в 1913 с Булдогз и в 1918 году с Аренас. В 1962 году введен в Зал хоккейной славы.
После ухода из хоккея, работал на ферме в окрестностях Принс-Альберта. В 1960 году продал ферму и переехал в Spruce Home, где в 1971 году умер.

## Достижения
- Обладатель Кубка Стэнли 1913 года и 1918 года.
- Введен в Зал хоккейной славы (1962).